# San Isidro (Juan van der Hamen)

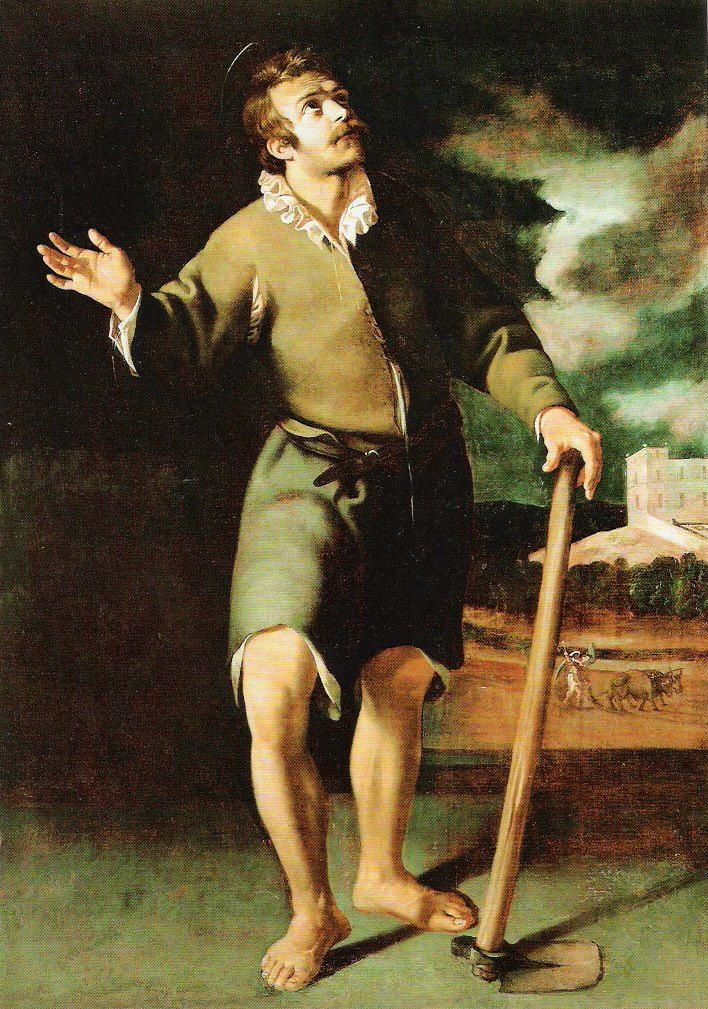
San Isidro
Juan van der Hamen y León, 1620–1622
141 cm × 100 cm
Öl auf Leinwand
National Gallery of Ireland, Dublin

San Isidro ist ein um 1620–1622 entstandenes Gemälde des spanischen Malers Juan van der Hamen y León. Das  141 cm × 100 cm große, in Öl auf Leinwand gemalte Bild ist eine Darstellung des Heiligen Isidor von Madrid. Es handelt sich um ein frühes Historiengemälde Juan van der Hamens und befindet sich heute in der Sammlung der National Gallery of Ireland in Dublin.

## Beschreibung
Das Bild zeigt den Heiligen Isidro von Madrid, der ungefähr zwischen 1080 und 1130 in Torrelaguna in der Nähe von Madrid lebte. Er arbeitete sein ganzes Leben lang für den reichen Landbewohner Juan de Vargas. Isidro heiratete die Landfrau María de la Cabeza, die ebenfalls als Heilige verehrt wird, und zeugte mit ihr seinen Sohn. Dieser verstarb schon nach kurzer Zeit und die beiden schworen in der Folge, ihr Leben ganz Gott zu widmen. Selbst sein Herr de Vargas kam, um Isidro zu verehren, und wurde Zeuge, dass Engel dessen Platz am Pflug einnahmen, damit dieser beten konnte. Nach seinem Tod soll sein Körper unversehrt geblieben und wundertätig gewesen sein. Auch die Rettung des Lebens von König Philipp III. wurde ihm zugeschrieben.
Juan van der Hamen folgte in seinem Bild der Tradition, dass San Isidro in einer kastilischen Landschaft gezeigt wurde. In der rechten Hälfte des Hintergrundes zeigte van der Hamen in einiger Entfernung eine Residenz, welche die Herrera-Architektur aufweist. Vor dieser ist im Mittelgrund der von einem Engel geführte Pflug zu sehen. Die linke Hälfte des Hinter- und Mittelgrundes ist dunkel gehalten. San Isidro steht zentral im Bildvordergrund. Sein Blick ist gen Himmel gerichtet, seine linke Hand ruht auf einer Hacke.

## Hintergrund
Das Gemälde von Juan van der Hamen hob sich von weiteren Gemälden dieses Themas aus dieser Zeit durch seinen stärkeren Tenebrismus, der die Umrisse der Figur definiert, aus. Diese Qualität weist etwa auch das Gemälde Johannes der Täufer beim Gebet, das ebenfalls 1620–1622 entstand und zu seinen frühen Werken gehörte, auf. Das Bildthema war im Madrid dieser Zeit gefragt, so dass van der Hamen das Interesse der Kundschaft bediente. Das Gemälde sollte durch die Andeutung von Bewegung, in der San Isidro festgehalten wurde, Lebendigkeit erzeugen, jedoch weist das Bild eine Steifheit auf, die in einigen Werken des Malers zu finden ist. In der Behandlung des Lichts und der Figurenzeichnung steht van der Hamens San Isidro dem Naturalismus von Orazio Borgianni nahe.